# ベリー擬回転

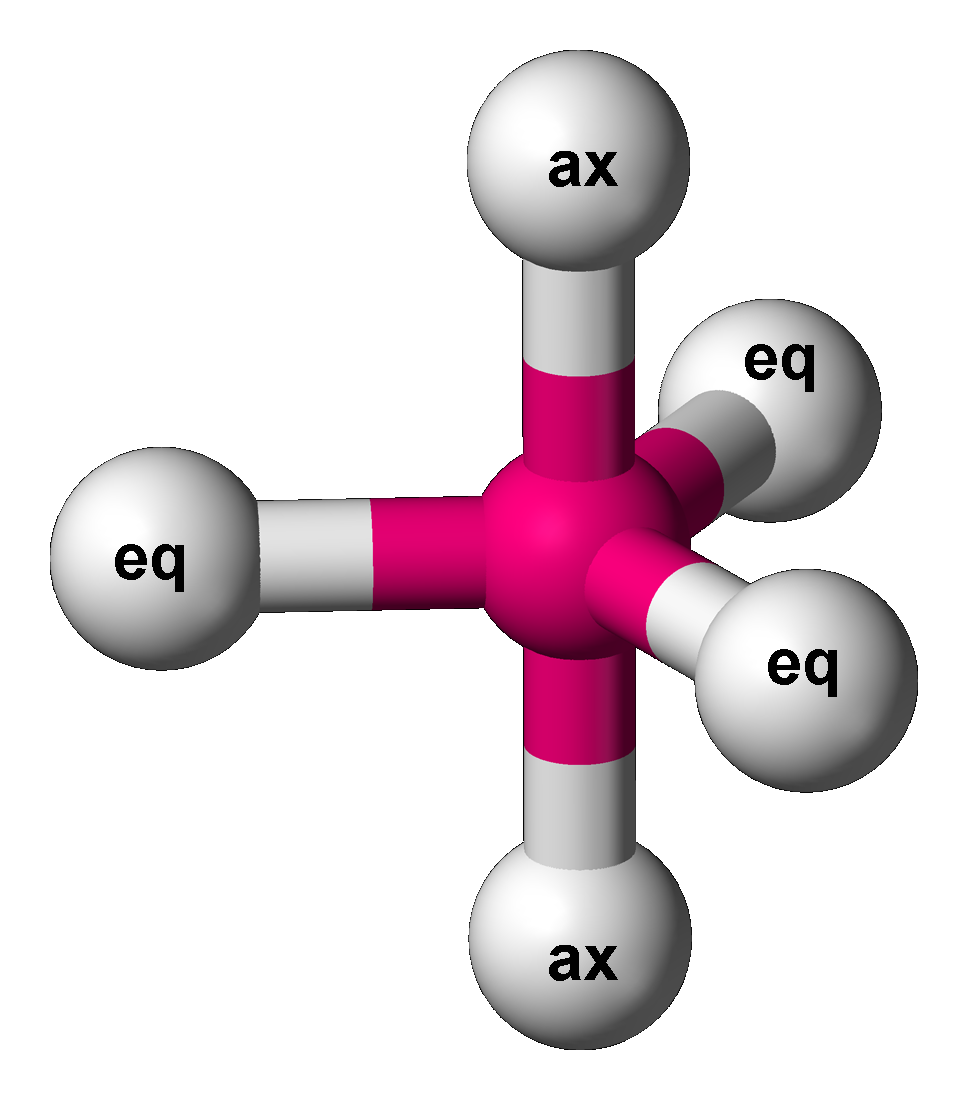
三方両錐形分子構造。
ax = アキシアル配位子（同一直線上に配位）
eq = エクアトリアル配位子（アキシアル方向に垂直な平面上に配位）

ベリー擬回転（ベリーぎかいてん、英: Berry pseudorotation）もしくはベリー機構（ベリーきこう、Berry mechanism）とは、特定の幾何構造を持つ分子における、2つのアキシアル配位子と2つのエクアトリアル配位子（右図参照）が入れ替わり、結果として異性化を引き起こすような分子振動を言う。擬回転機構として最も広く受け容れられている。PF5のような三方両錐形分子において最もよく見られるが、四角錐型分子でも見られる。1960年にR・スティーブン・ベリーに発見され、彼に因み命名された。

## 三方両錐形分子におけるベリー擬回転
擬回転の過程は、2つのアキシアル配位子がはさみの様に閉じ、間に割り込まれた2つのエクアトリアル基が離れるようにして進行する。アキシアル対とエクアトリアル基対は同じ角度変化速度で運動する。これにより、不動基を頂点とし振動基を底面とする四角錐形分子構造が生じる。その後、2つの元々エクアトリアル位にあった配位子は180度まで開いて、擬回転前のアキシアル軸と直交する新たなアキシアル位に移動する。PF5の場合、これを起こすにはおよそ3.6 kcal/molが必要である。
このアキシアル配位子とエクアトリアル配位子との高速な入れ替わりにより、低温時もしくは1つ以上の配位子が二座配位子または多座配位子の場合を除いて、（4つの置換基が区別できる炭素原子とは違い）構造が決定できなくなり複雑さを生じる。

## 四角錐型分子におけるベリー擬回転
IF5などの四角錐形分子におけるベリー擬回転は、三方両錐形分子における機構を逆にしたような機構で生じる。両錐形の「遷移状態」から始まり、一対のフッ素が3つめのフッ素とともにはさみの開閉運動を行うことにより分子が振動する。両錐形分子における擬回転とは異なり、「はさみ」運動を活発に行なっていない原子および配位子も擬回転の過程に関わる。これらは活発に振動する原子および配位子の動きに基いて全体的な調整を行う。しかし、この幾何構造においてはおよそ26.7 kcal/molと大きなエネルギーが必要となる。